# 1977年のNBAドラフト
1977年のNBAドラフト'は、1977年6月10日にニューヨーク市にあるマディソン・スクエア・ガーデンで開催されたNBAの第31回ドラフトである。

## ドラフト指名
| PG | ポイントガード | SG | シューティングガード | SF | スモールフォワード | PF | パワーフォワード | C | センター |

| * | バスケットボール殿堂入り      |
| ^ | 現役プレーヤー                |
| S | NBAオールスター               |
| A | オールNBAチーム               |
| R | NBAオールルーキーチーム       |
| D | NBAオールディフェンシブチーム |
| C | NBAチャンピオン               |
| F | ファイナルMVP                 |
| # | NBAでのプレー経験なし         |
| M | シーズンMVP                   |

### 指名順位
| 巡 | 指名順 | 選手名                   | Pos. | 経歴      | 国籍           | 指名チーム                                                                                | 出身校など                     |
| -- | ------ | ------------------------ | ---- | --------- | -------------- | ----------------------------------------------------------------------------------------- | ------------------------------ |
| 1  | 1      | ケント・ベンソン         | C    |           | アメリカ合衆国 | ミルウォーキー・バックス                                                                  | iインディアナ大学 (So.)        |
| 1  | 2      | オーティス・バードソング | G    | S A       | アメリカ       | カンザスシティ・キングス (ニューヨーク・ネッツから)[a]                                    | ヒューストン大学 (Sr.)         |
| 1  | 3      | マーカス・ジョンソン+    | G/F  |           | アメリカ       | ミルウォーキー・バックス(バッファロー・ブレーブス経由)[b] (シカゴ・ブルズから)[b]         | UCLA (Sr.)                     |
| 1  | 4      | グレッグ・バラード       | F    | C         | アメリカ       | ワシントン・ブレッツ(アトランタ・ホークスから)[c]                                         | オレゴン大学 (Sr.)             |
| 1  | 5      | ウォルター・デイビス^    | C/F  | S A R     | アメリカ       | フェニックス・サンズ                                                                      | ノースカロライナ大学 (Sr.)     |
| 1  | 6      | ケニー・カー             | F    |           | アメリカ       | ロサンゼルス・レイカーズ (ニューオーリンズ・ジャズから)[d]                                | ノースカロライナ州立大学 (Sr.) |
| 1  | 7      | バーナード・キング       | F    | * S A R   | アメリカ       | ニューヨーク・ネッツ (ニュージャージー、ニューヨーク)[e](インディアナ・ペイサーズから)[e] | テネシー大学 (Sr.)             |
| 1  | 8      | ジャック・シクマ+        | F/C  | * S R D C | アメリカ       | シアトル・スーパーソニックス                                                              | イリノイウェスリアン大学 (Sr.) |
| 1  | 9      | トム・ラガルド           | F/C  |           | アメリカ       | デンバー・ナゲッツ (カンザスシティ・キングスから[f]                                       | ノースカロライナ大学 (Sr.)     |
| 1  | 10     | レイ・ウィリアムズ       | G    |           | アメリカ       | ニューヨーク・ニックス                                                                    | ミネソタ大学 (Sr.)             |
| 1  | 11     | アーニー・グランフェルド | G/F  |           | アメリカ       | ミルウォーキー・バックス (クリーブランド・キャバリアーズから)[g]                          | テネシー大学 (So.)             |
| 1  | 12     | セドリック・マクスウェル | F    | C F       | アメリカ       | ボストン・セルティックス                                                                  | ノースカロライナ大学 (Sr.)     |
| 1  | 13     | テート・アームストロング | G    |           | アメリカ       | シカゴ・ブルズ (バッファロー・ブレーブスから)[b]                                          | デューク大学 (Sr.)             |
| 1  | 14     | トゥリー・ロリンズ       | G    |           | アメリカ       | アトランタ・ホークス(デトロイト経由)[c] (ブレッツから)[c]                                 | クレムソン (Sr.)               |
| 1  | 15     | ブラッド・デイビス       | G    |           | アメリカ       | ロサンゼルス・レイカーズ (スパーズから)[h]                                                | メリーランド大学 (Sr.)         |
| 1  | 16     | リッキー・グリーン       | G    |           | アメリカ       | ゴールデンステイト・ウォリアーズ>                                                         | ミシガン大学 (Sr.)             |
| 1  | 17     | ボー・エリス             | F    |           | アメリカ       | ワシントン・ブレッツ                                                                      | マーケット大学(Sr.)            |
| 1  | 18     | ウェズリー・コックス     | F    |           | アメリカ       | ゴールデンステート・ウォリアーズ(バッファロー経由)[i] (ロケッツから)[i]                   | ルイビル大学 (Sr.)             |
| 1  | 19     | リッチローレル           | G    |           | アメリカ       | ポートランド・トレイルブレイザーズ                                                        | ホフストラ大学 (Sr.)           |
| 1  | 20     | グレン・モズレー#        | F    |           | アメリカ       | フィラデルフィア・76ers                                                                   | シートンホール大学 (Sr.)       |
| 1  | 21     | アンソニー・ロバーツ     | G/F  |           | アメリカ       | デンバー・ナゲッツ                                                                        | オーラル・ロバーツ大学 (Jr.)   |
| 1  | 22     | ノーム・ニクソン         | G    | S R C     | アメリカ       | ロサンゼルス・レイカーズ                                                                  | デュケイン大学 (Sr.)           |